# Яковлевка (Ясиноватский район)
Яковлевка (укр. Яковлівка) — село на Украине, находится в Ясиноватском районе Донецкой области. Под контролем самопровозглашенной Донецкой Народной Республики.

## География
Село располагается на правом берегу реки под названием Кальмиус. К северо-западу от населённого пункта проходит линия разграничения сил в Донбассе (см. Второе минское соглашение).

### Соседние населённые пункты по странам света
З: Спартак
ЮЗ: Весёлое
Ю: город Донецк (ниже по течению Кальмиуса)
ЮВ, В: город Макеевка (ниже по течению Кальмиуса)
В: Минеральное (выше по течению Кальмиуса)
СВ: Землянки
С: город Ясиноватая (выше по течению Кальмиуса), Каштановое
СЗ: город Авдеевка

## Население
Население по переписи 2001 года составляло 969 человек.

## Общие сведения
Код КОАТУУ — 1425587607. Телефонный код — 6236.

## Адрес местного совета
86080, Донецкая область, Ясиноватский р-н, с. Спартак, ул. Центральная, д.130